# 1947. évi IV. törvény
A ma is hatályos 1947. évi IV. törvény egyes címek és rangok megszüntetéséről a második világháborút követő magyarországi társadalmi változások egyik fontos dokumentuma. Ez az egyébként igen rövid törvény mondja ki az örökletes nemesi rangok és más címek, így a vitézi cím megszüntetését és használatuk tilalmát.
A törvényt 1947. január 14-én hirdették ki, s attól a naptól hatályos.

## Tartalma
A törvény kimondja a magyar főnemesi és nemesi rangok (herceg, őrgróf, gróf, báró, primor, lófő, nemes), az örökös főispáni cím, valamint a kitüntetésként adományozott rangjelző címek és méltóságok (valóságos belső titkos tanácsos, titkos tanácsos, kormányfőtanácsos, kormánytanácsos stb.) megszűnését. A külföldi államfők által adományozott nemesi és főnemesi rangot jelző címek viselésére adott engedélyeket ugyancsak hatályon kívül helyezi.
Mindezen címek és a vitézi cím használatát a törvény kifejezetten meg is tiltja. Ugyancsak tilos a nemesi előnév, nemesi címer és -jelvény vagy a nemesi nemzetségi származásra utaló kifejezés (de genere…) használata.
Megtiltja a törvény a két világháború közötti Magyarország társadalmában használatos főméltóságú, nagyméltóságú, kegyelmes, méltóságos, nagyságos, tekintetes, nemzetes stb. címzések használatát is (akár rangra, akár közszolgálati pozícióra utalva), de kiveszi ebből a körből a diplomáciai érintkezést és az egyházak belső használatú címzéseit.
A törvény számos tilalmat mond ki ugyan a címek használatával kapcsolatban, de nem rendel a tilalmak megsértése mellé szankciókat, így azok megsértése sem büntetőjogi, sem szabálysértési következményekkel nem jár.

## A törvény utóélete
1990 után számosan támadták a törvényt, de az hatályos maradt. Így hatályban tartotta az egyes jogszabályok és jogszabályi rendelkezések hatályon kívül helyezéséről szóló 2007. évi LXXXII. törvény is, amely a folyamatosan zajló dereguláció, azaz jogszabálygyérítés egyik állomása volt.
2008-ban (közzététel: 2009. szeptember 21.) az Alkotmánybíróság visszautasított egy indítványt, amely a törvény 3. § (1)–(4) bekezdéseinek, vagyis a címviselési tilalmak megsemmisítését kérte, mert az indítványozó szerint sérti a „származási, identitásbéli hovatartozás külső megjelenítésének jogát”, amihez a nemesi jogok öröklésével érvelt. Az 1161/B/2008. AB határozat leszögezi, hogy az öröklés alkotmányban biztosított joga alapján nem támadható a címek használatának tilalma, mivel az öröklés joga a vagyon örökítéséről szól, és a tulajdonjog körébe tartozik, a nemesi címek pedig az 1947 előtti magánjogban is személyiségi jogi oltalom alá tartoztak.
Az Alkotmánybíróság a kifejtettek alapján az indítványt elutasította, szükségesnek tartja ugyanakkor azt is megjegyezni, hogy a Tv. az emberek származás szerinti megkülönböztetésének megszüntetését szolgálja, amely – ahogyan a törvényjavaslathoz fűzött miniszteri indoklás is fogalmaz – „az esélyegyenlőség alapján álló demokratikus állami és társadalmi berendezkedéssel össze nem férhet”. A Tv. mögött tehát olyan határozott értékrend áll, amely a hatályos Alkotmányban megfogalmazott, a megkülönböztetés tilalmáról rendelkező 70/A. § (1) bekezdéséből levezetett értékekkel is összhangban áll, sőt azoknak szerves részét képezi.
2009-ben (közzététel: 2011. október 25.) az Alkotmánybíróság szintén elutasított egy indítványt, amely a 3. § (1) és (2) bekezdések alkotmányellenességének megállapítására vonatkozott. Az indítványozó szerint a nemesi előnév (nemesi cím) használatának általános érvényű, differenciálatlan törvényi tiltása sérti a jogbiztonságot és az emberi méltósághoz való jogot, amihez azzal érvelt, hogy a névválasztás, névváltoztatás jogát az állam nem korlátozhatja, illetve hogy a magán viszonyokban való használatot nem tilthatja. Az 988/B/2009. AB határozat kifejti, hogy a „névjogot” nem sérti az, ahogyan a szabályozások a nemesi előnevet és címet kizárják a hivatalos név részeként. (Az alkotmányellenességet nem vizsgálták, mivel az indítványozó nem jelölte meg az okot, amiben az alkotmányellenség szerinte fennáll.) Felhívják a figyelmet viszont arra, hogy: 
A törvény a nemesi rangok megszűnéséről, illetve a címek viselésére adott engedélyek hatályvesztéséről rendelkezik, amely […] elsősorban anyakönyvi, állami nyilvántartási célzatúnak tekintendő. [… A] Tv. valójában az egyes címek és rangok hivatalos viszonyokban való használatának tilalmáról rendelkezik. [… A] Tv. nyomán a nemesi címeknek és rangoknak a privát szférában, az az a magánérintkezésben a mellőzése elvárt, de a használata nem tilalmazott. […] A jogalkalmazónak a feladata, hogy esetről esetre eldöntse, hol húzódik a magánhasználat határa, milyen helyzetekben van szó hivatalos használatról, illetőleg hogy egy adott névhasználat jogsértő-e.
2010. szeptember 27-én (az önkormányzati választások kampányfinisében) a Magyar Hírlap arról számolt be, hogy egy ünnepségen több politikust – Tarlós István főpolgármester-jelöltet, Semjén Zsolt miniszterelnök-helyettest, Harrach Pétert – másokkal együtt „pallossal vitézzé avattak”. A hír hatására (még ugyancsak a kampány utolsó napjaiban) Molnár Csaba akkor MSZP-s országgyűlési képviselő – arra hivatkozva, hogy az 1947. évi IV. törvény nem fűz szankciót a tilalom megsértéséhez –, törvénymódosítási javaslatot nyújtott be a szabálysértési törvényhez, amelyben 100 000 forintig terjedő bírsággal javasolta büntetni az 1947. évi IV. törvény megsértését.
2015-ben Lázár János  használta hivatalos eseményen Esterházy Antal (*1936) nevében a hercegi címet, 2020-ban pedig a Magyar Közlöny használta a „Nagykárolyi gróf” címet Károlyi László neve mellett mint a Magyar Érdemrend díjazottja.